# Xylocopa cubaecola
Xylocopa cubaecola là một loài Hymenoptera trong họ Apidae. Loài này được Lucas mô tả khoa học năm 1857.

## Hình ảnh

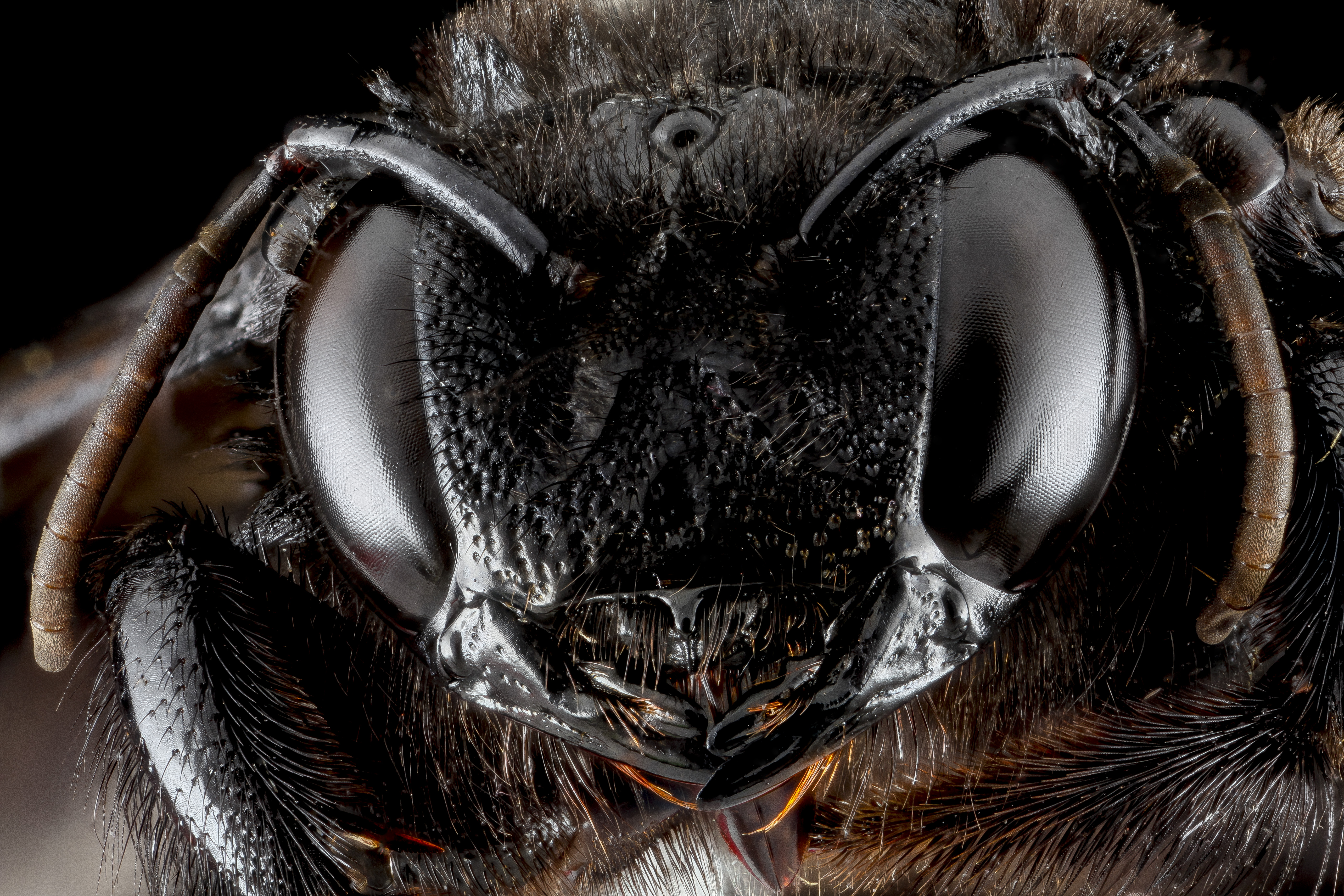
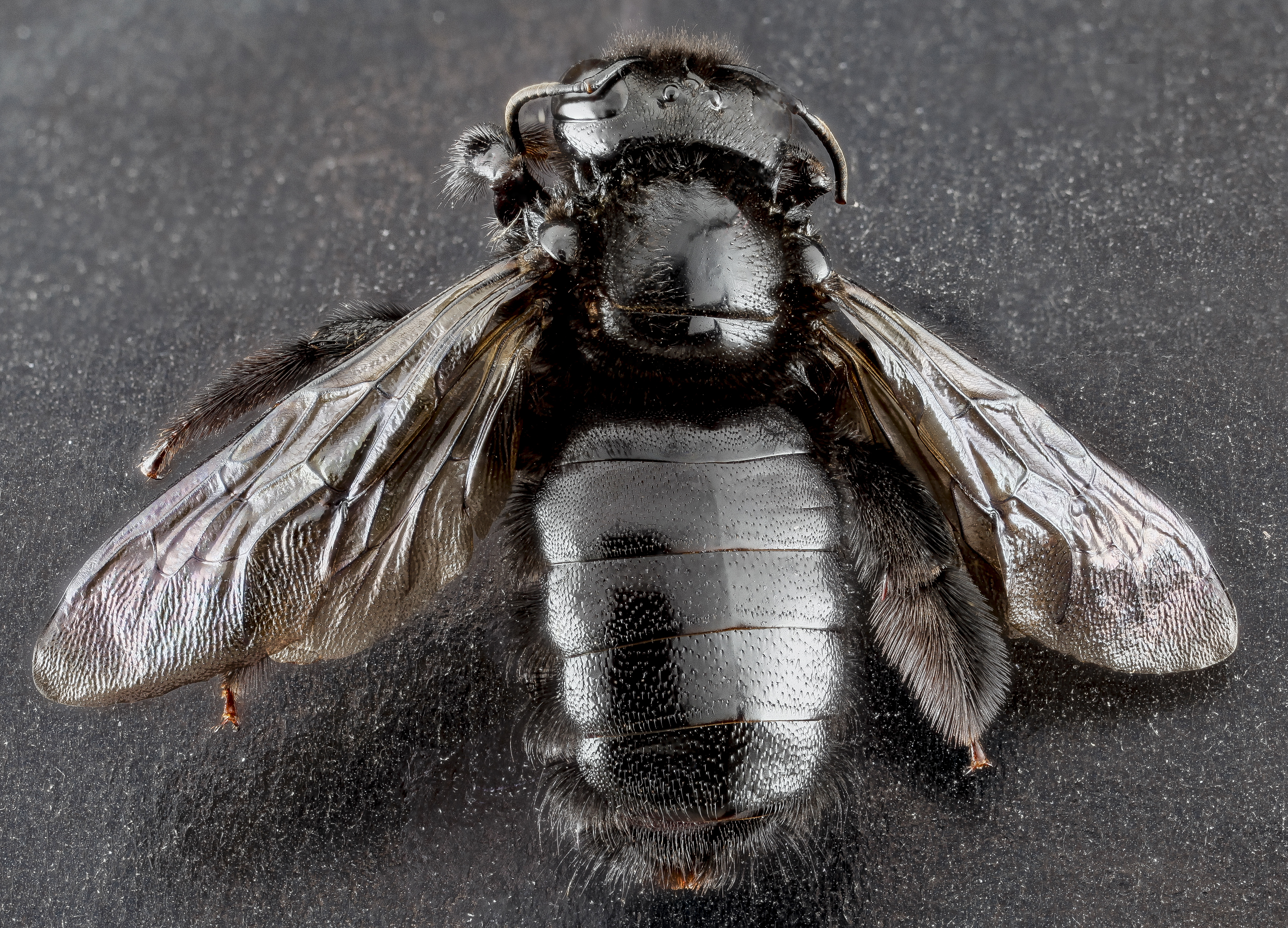
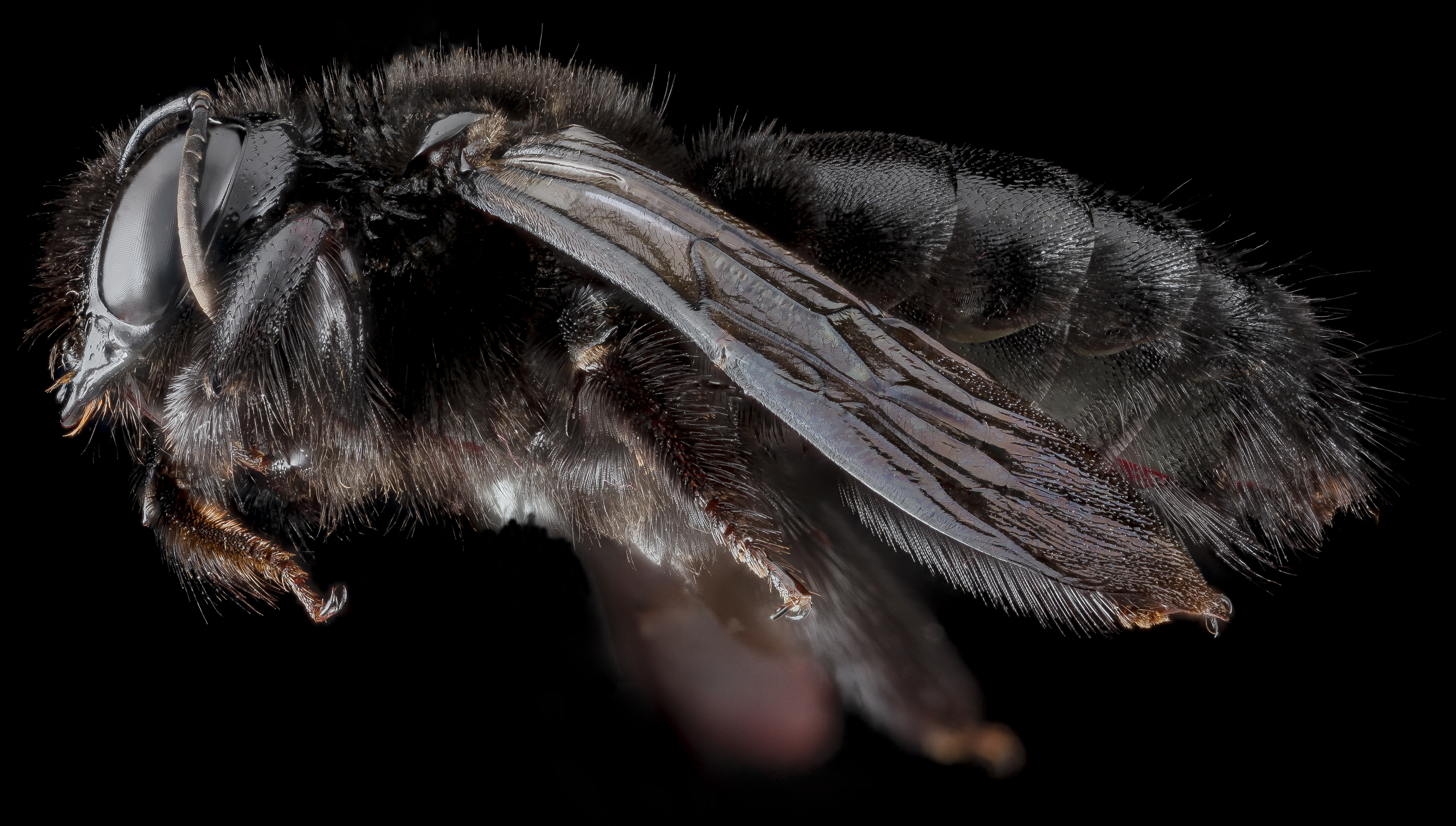